# Brassica procumbens
Brassica procumbens är en korsblommig växtart som först beskrevs av Jean Louis Marie Poiret, och fick sitt nu gällande namn av Otto Eugen Schulz. Brassica procumbens ingår i släktet kålsläktet, och familjen korsblommiga växter. Inga underarter finns listade i Catalogue of Life.